# Femme Fatale (álbum de Miki Howard)
Femme Fatale (en español: Mujer fatal) es el cuarto álbum de estudio de la cantante estadounidense Miki Howard, lanzado el 15 de septiembre de 1992 por el sello discográfico Giant Records. El disco cuenta con un total de 11 canciones, y cuenta con la colaboración de los productores musicales Lemel Humes, Rhett Lawrence Kenny Gamble & Leon Huff, David Foster, Miki Howard, Jon Nettlesbey y Terry Coffey.
El disco recibió críticas positivas por parte de medios como Allmusic, que le otorgó tres de cinco estrellas. Por otro lado, Femme Fatale logró debutar en el n.º 110 de la lista Billboard 200 y en el n.º 7 de la lista Top R&B/Hip-Hop Albums, ambos rankings de los Estados Unidos. Como parte de la promoción del álbum, fueron lanzado dos sencillos, «Ain't Nobody Like You» y «Release Me», los cuales tuvieron un éxito moderado en los Estados Unidos.

## Recepción

### Crítica
Michael Gallucci del sitio web Allmusic calificó al disco con 3 de 5 estrellas y comentó que «la gran voz está en buena forma y gran parte del material se adapta a ella», haciendo referencia a Howard. También añadió que «las mejores canciones, "Ain't Nobody Like You" y "Release Me", están entre sus mejores grabaciones».

### Comercial
A pesar de ser lanzado alrededor del mundo, Femme Fatale solo logró entrar en los rankings de ventas de los Estados Unidos. Por su parte, durante la edición del 7 de noviembre de 1992, el álbum logró debutar en el puesto n.º 110 de la Billboard 200, donde permaneció un total de 11 semanas. En la semana del 28 de noviembre de 1992, Femme Fatale logró ascender al n.º 7 en la lista de Billboard Top R&B/Hip-Hop Albums, donde permaneció una sola semana.

## Promoción

### Sencillos
Como parte de la promoción del disco, fueron lanzados dos sencillos: «Ain't Nobody Like You» y «Release Me». El primero de ellos fue estrenado el 30 de julio de 1992, mientras que el segundo sencillo fue lanzado oficialmente el 19 de noviembre de 1992. «Ain't Nobody Like You» logró cosechar un éxito considerable en los Estados Unidos, llegando al n.º 84 en la Billboard Hot 100 durante la semana del 28 de noviembre de 1992, y logrando alcanzar el n.º 1 en la lista Hot R&B/Hip-Hop Songs, lo que convirtió al sencillo en el segundo n.º 1 de la cantante en la lista. Por otro lado, «Release Me» logró llegar al n.º 43 en la lista Hot R&B/Hip-Hop Songs.

## Lista de canciones
| Femme Fatale |                                                                |          |  |
| N.º          | Título                                                         | Duración |  |
| 1.           | «Good Morning Heartache»                                       | 4:21     |  |
| 2.           | «This Bitter Earth»                                            | 5:13     |  |
| 3.           | «Hope That We Can Be Together Soon» (con Christopher Williams) | 4:59     |  |
| 4.           | «Shining Through»                                              | 4:30     |  |
| 5.           | «But I Love You»                                               | 4:51     |  |
| 6.           | «Ain't Nobody Like You»                                        | 4:55     |  |
| 7.           | «I've Been Through It»                                         | 4:13     |  |
| 8.           | «Release Me»                                                   | 5:11     |  |
| 9.           | «Thank You For Talkin' To Me Africa»                           | 4:29     |  |
| 10.          | «Cigarette Ashes On The Floor»                                 | 5:12     |  |
| 11.          | «New Fire From An Old Flame»                                   | 4:21     |  |

## Rankings

### Semanales
| País           | Lista                  | Mejor posición |
| -------------- | ---------------------- | -------------- |
| Estados Unidos | Billboard 200          | 110            |
| Estados Unidos | Top R&B/Hip-Hop Albums | 7              |

### Posiciones de los sencillos
| Año  | Sencillo                | Posiciones obtenidas | Posiciones obtenidas |
| Año  | Sencillo                | US                   | US R&B               |
| ---- | ----------------------- | -------------------- | -------------------- |
| 1992 | "Ain't Nobody Like You" | 84                   | 1                    |
| 1992 | "Release Me"            | —                    | 43                   |

## Historial de lanzamientos
| País           | Fecha                    | Discográfica  | Ref.   |
| -------------- | ------------------------ | ------------- | ------ |
| Alemania       | 15 de septiembre de 1992 | Giant Records | [ 16 ] |
| Australia      | 15 de septiembre de 1992 | Giant Records | [ 17 ] |
| Bélgica        | 15 de septiembre de 1992 | Giant Records | [ 18 ] |
| Canadá         | 15 de septiembre de 1992 | Giant Records | [ 19 ] |
| Dinamarca      | 15 de septiembre de 1992 | Giant Records | [ 20 ] |
| España         | 15 de septiembre de 1992 | Giant Records | [ 21 ] |
| Estados Unidos | 15 de septiembre de 1992 | Giant Records | [ 22 ] |
| Finlandia      | 15 de septiembre de 1992 | Giant Records | [ 23 ] |
| Francia        | 15 de septiembre de 1992 | Giant Records | [ 24 ] |
| Irlanda        | 15 de septiembre de 1992 | Giant Records | [ 25 ] |
| Italia         | 15 de septiembre de 1992 | Giant Records | [ 26 ] |
| Japón          | 15 de septiembre de 1992 | Giant Records | [ 27 ] |
| México         | 15 de septiembre de 1992 | Giant Records | [ 28 ] |
| Noruega        | 15 de septiembre de 1992 | Giant Records | [ 29 ] |
| Nueva Zelanda  | 15 de septiembre de 1992 | Giant Records | [ 30 ] |
| Países Bajos   | 15 de septiembre de 1992 | Giant Records | [ 31 ] |
| Portugal       | 15 de septiembre de 1992 | Giant Records | [ 32 ] |
| Reino Unido    | 15 de septiembre de 1992 | Giant Records | [ 33 ] |
| Suecia         | 15 de septiembre de 1992 | Giant Records | [ 34 ] |
| Suiza          | 15 de septiembre de 1992 | Giant Records | [ 35 ] |